# Hannelore Anke
Hannelore Anke, później Hoffmann (ur. 8 grudnia 1957 w Bad Schlema) – wschodnioniemiecka pływaczka. Dwukrotna medalistka olimpijska z Montrealu.
Specjalizowała się w stylu klasycznym. Igrzyska w 1976 były drugimi w jej karierze, debiutowała w 1972 w wieku 14 lat. W Montrealu triumfowała na dystansie 100 metrów stylem klasycznym i w sztafecie 4 × 100 metrów stylem zmiennym. Pobiła 2 rekordy świata, w 1977 zdobyła trzy złote medale na mistrzostwach Europy (100 m i 200 m żabką oraz w sztafecie 4 × 100 metrów stylem zmiennym). W 1973 zdobyła srebro światowego czempionatu na dystansie 200 metrów stylem klasycznym.
Anke, jak wiele sportowców pochodzących z NRD, brała doping w ramach systemu stworzonego przez państwo.